# صدا و سیمای چهارمحال و بختیاری
صدا و سیمای مرکز چهارمحال و بختیاری یکی از مراکز صدا و سیمای جمهوری اسلامی ایران است که در شهرکرد فعالیت می‌کند.

## تاریخچه
چند ماه پیش از انقلاب ۱۳۵۷ فعالیت صدا و سیمای چهارمحال و بختیاری در قالب تولید محدود برنامه‌های رادیویی آغاز شد. این مرکز در بهمن ماه ۱۳۶۳ ضمن تبدیل به یک مرکز رادیویی و تلویزیونی، پخش برنامه‌های تلویزیونی را نیز آغاز کرد. در هشتم بهمن ۱۳۸۳ مرحله اول شبکه استانی این مرکز با نام شبکه استانی جهان‌بین با حضورسید عزت‌الله ضرغامی رئیس وقت سازمان صداوسیما راه‌اندازی شد.

## نشانی مرکز
- شهرکرد، خیابان فردوسی شمالی، صدا و سیمای مرکز چهارمحال و بختیاری، روبروی استخر شنا شهدا (فردوسی)